# Кротоне (провінція)
Провінція Кротоне (італ. Provincia di Crotone) — провінція в Італії, у регіоні Калабрія. 
Площа провінції — 1 716 км², населення — 174 413 осіб.
Столицею провінції є місто Кротоне.

## Географія

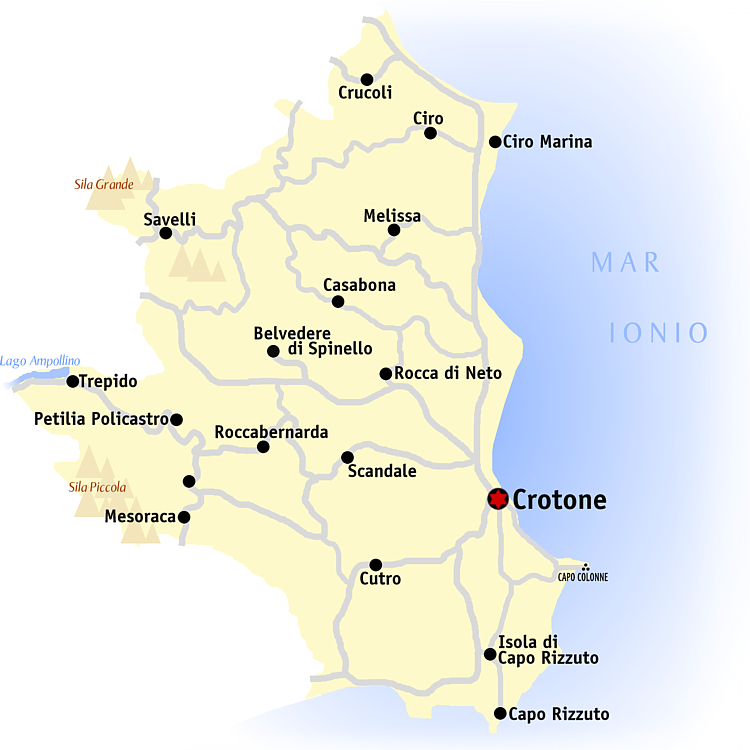
Мапа провінції

Межує на північному заході з провінцією Козенца і на південному заході з провінцією Катандзаро.

## Основні муніципалітети
Найбільші за кількістю мешканців муніципалітети (ISTAT):
| Ном. | Герб                                  | Муніципалітет         | Населення (осіб) | Площа (km2) | Густота (ос/km2) |
| ---- | ------------------------------------- | --------------------- | ---------------- | ----------- | ---------------- |
| 1°   |                                       | Кротоне               | 60.940           | 179,8       | 338,9            |
| 2°   | Файл:Isola di Capo Rizzuto-Stemma.png | Ізола-ді-Капо-Ріццуто | 15.095           | 125,3       | 120,5            |
| 3°   | Файл:Cirò Marina-Stemma.png           | Чіро-Маріна           | 14.671           | 41,6        | 352,7            |
| 4°   | Файл:Cutro-Stemma.png                 | Кутро                 | 10.136           | 131,9       | 76,8             |
| 5°   | Файл:Petilia Policastro-Stemma.png    | Петілія-Полікастро    | 9.274            | 96,4        | 96,2             |